# Manowar
Manowar é uma banda de heavy metal de Auburn, Nova Iorque. O nome do grupo vem de um termo usado em inglês arcaico, precisamente  man o' war ou man-of-war, que é um tipo de navio de guerra que esteve em uso entre os séculos XVI e XIX. Outra tradução possível é que significa  a contração de man-o'-war, literalmente "homem de guerra". Formada em 1980, a banda é conhecida pelas letras das canções serem baseadas em fantasia (particularmente espada e feitiçaria) e mitologia (particularmente a mitologia nórdica). Os seus temas líricos viriam a influenciar parte da cena do power metal e especialmente a do viking metal.
O Manowar também é uma banda conhecida por ter um som muito alto e bombástico. Numa entrevista à MTV em 2007, o baixista Joey DeMaio lamentou que, "actualmente, existe muita falta daquele metal grande e épico, encharcado com guitarras que esmagam, coros e orquestras... por isso é bom sermos uma das poucas bandas que realmente ainda faz isso." Em 1984 a banda foi incluída no Guinness Book of World Records por executaram um concerto com o som mais alto, um recorde que eles próprios já bateram por três ocasiões. Também detêm o recorde do espectáculo mais longo de heavy metal, depois de terem tocado durante 5 horas e 1 minuto em Kavarna, na Bulgária, em 2008. O Manowar também ganhou fama pelo slogan "morte ao metal falso".
Apesar de nunca terem tido um grande sucesso comercial nos Estados Unidos, têm, ainda assim, um enorme culto de seguidores naquele território. Em contraste, são extremamente populares na cena heavy metal na Europa, Japão, Austrália e na América do Sul. Os fãs mais dedicados são conhecidos e são referidos pela banda como "Metal Warriors" ou "Manowarriors". Até 2007, o grupo Manowar já havia vendido cerca de 9 milhões de cópias mundialmente.

## História

### Início (1980–1981)
A história da banda Manowar começa em 1980, quando Joey DeMaio, que trabalhava como técnico de baixo e era encarregado pela pirotecnia para os Black Sabbath na turnê do álbum Heaven and Hell, conheceu Ross the Boss (ex-membro da banda de punk rock Dictators) que era o guitarrista do Shakin' Street, banda  de apoio do Black Sabbath, na época. Os dois, que compartilhavam o mesmo interesse musical, tornaram-se amigos e decidiram formar uma banda.

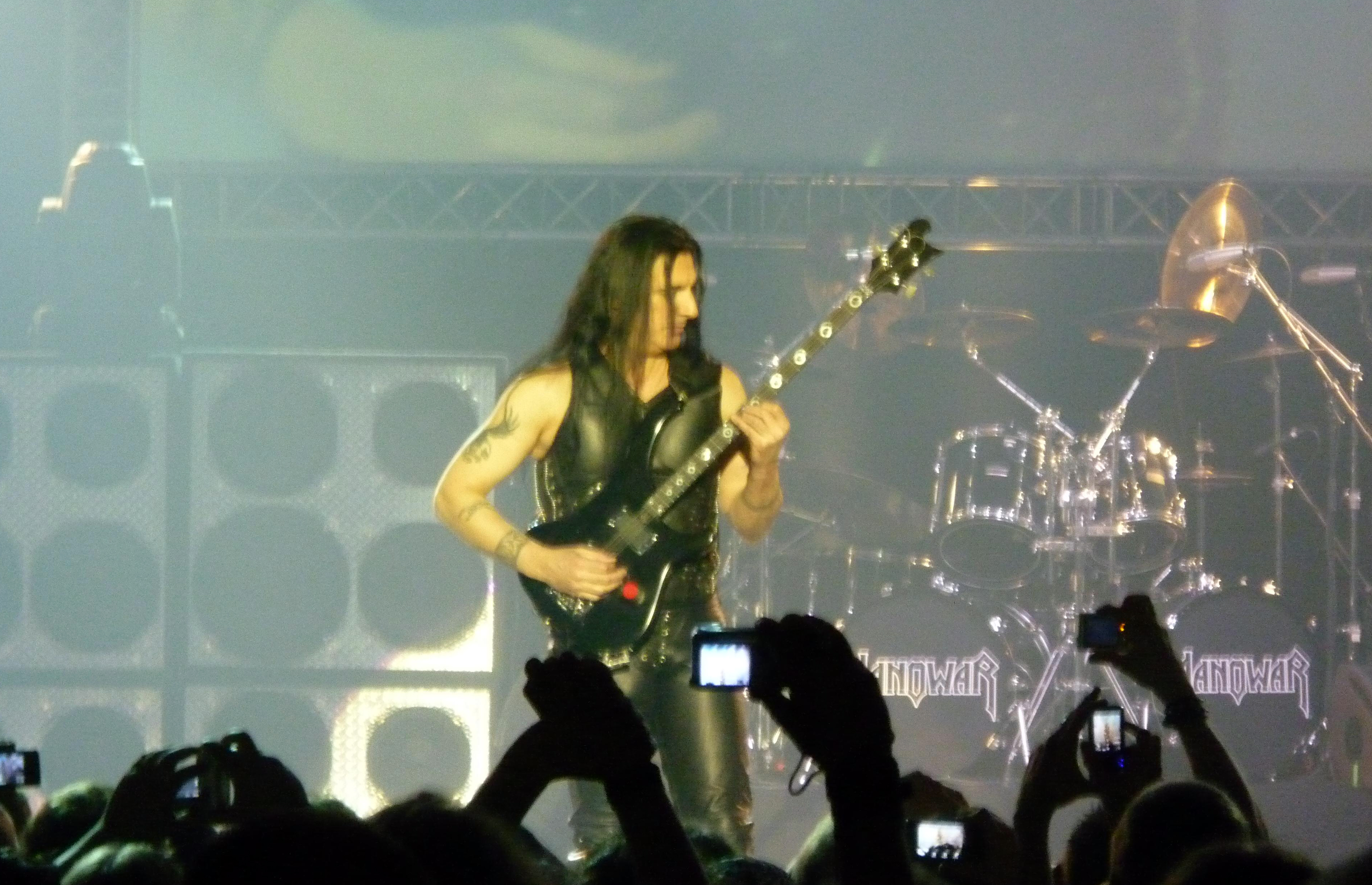
Joey DeMaio em Berlim (2010)

No fim da tour do Black Sabbath, a dupla formou o Manowar. Para completar o grupo, eles chamaram o cantor Eric Adams, a quem DeMaio conhecia desde a escola, enquanto que a bateria foi manuseada pelo baterista do The Rods, Carl Canedy, que também é conhecido por produzir inúmeros álbuns de heavy metal, incluindo o disco de estreia do Overkill, Feel the Fire  (1985).
A recém-formada banda começou a ter um pequeno sucesso tocando covers em pequenos shows em vários clubes. Poucos meses após a formação da banda, os integrantes começaram a compor música e a fazer contatos iniciais com gravadoras, resultando na gravação da demo conhecido como Demo 1981. Desgastado pelo estresse de continuas apresentações, Canedy  deixou a banda depois do lançamento da demo e foi rapidamente substituído por Donny Hamzik.

### Primeiro álbum (1981–1982)
Com a força da sua demo, o Manowar garantiu contrato com o selo Liberty Records em 1981. A gravadora pressionou a banda para que compusessem um bom número de canções para seu álbum de estreia.  O trabalho resultou no álbum  Battle Hymns, lançado no ano seguinte, que conta com a participação do lendário ator e diretor Orson Welles, que faz a narrativa na música "Dark Avenger".
Após o lançamento do álbum, eles ingressaram em sua primeira turnê. A banda digressou junto ao hard rocker Ted Nugent, mas a colaboração durou apenas alguns meses. O Manowar  decidiu começar uma turnê própria e todos os arranjos foram feitos em poucas semanas por seu empresário. Apesar dos contratempos, a banda ganhou fama nacional com essa pequena tour e também começou a conquistar fãs europeus, particularmente no Reino Unido e na Alemanha. Estressado pela tensão das contínuas apresentações, Hamzik  decidiu deixar a banda e foi substituído pelo jovem  Scott Columbus, que trouxe com ele seu próprio estilo de tocar bateria, mudando o kit padrão para um personalizado com aço inoxidável.

### Into Glory Ride(1983–1985)
No ano seguinte, assinaram um contrato com a gravadora Megaforce Records nos EUA e com a Music for Nations na Europa. A assinatura rendeu-lhes em julho/agosto de 1983 uma reportagem e capa na edição  # 47 da revista Kerrang!.
Após voltar à sua casa, a banda entrou em estúdio para produzir, nas intenções do grupo, o que teria sido apenas um EP, mas que, devido à quantidade e qualidade das faixas feitas no período, tornou-se o segundo disco da banda, Into Glory Ride. Um EP foi realmente publicado em 1983 com o título Defender  contendo, como faixa principal, a música homônima, que inclui mais uma participação de Orson Welles. A atmosfera do álbum evoca a clássica fantasia heroica e mitologia, e serviu como predecessor ao viking metal. O conteúdo do álbum é bem inovador, tanto no estilo quanto no som, e ajudou a trazer uma grande leva de fãs para a banda, em particular do Reino Unido, onde a banda planejou uma longa tour que foi cancelada na última hora. A canção "Defender" foi posteriormente regravada e incluída no  álbum   Fighting the World de 1987.
Para de redimirem pelo insucesso da  turnê britânica, O Manowar  decidiu dedicar o próximo álbum do Reino Unido. O álbum, Hail To England, foi gravado e mixado em apenas seis dias e foi lançado no início de 1984. Recebeu grande aceitação pelo público e crítica, devido às suas composições rápidas e poderosas. A tour promocional, "Spectacle of Might", teve um grande número de datas na Inglaterra. A turnê que tinha inicialmente o Manowar como suporte da banda  Mercyful Fate, logo viu o quarteto liderado por DeMaio tornar-se a atração principal dos shows, resultado do entusiasmo demonstrado pelo público com a banda ao longo do caminho.
Embalados pela resposta da audiência, o Manowar rapidamente voltou aos estúdios de gravação. Após deixar a Music for Nations, a banda assinou com a Ten Records e lançou  Sign of the Hammer apenas dez meses após o último disco. O novo trabalho apresentou profundas mudanças no ritmo, com faixas muito técnicas caracterizadas pelo passo lento, como a épica  "Mountains", e algumas rápidas, como a homônima "Sign of the Hammer". Foi um sucesso de vendas que permitiu à banda embarcar numa digressão de dois anos, a qual registrou um grande número de espectadores em todos os lugares. Ao fim dessa longa jornada, a banda tirou 1986  para descansar.

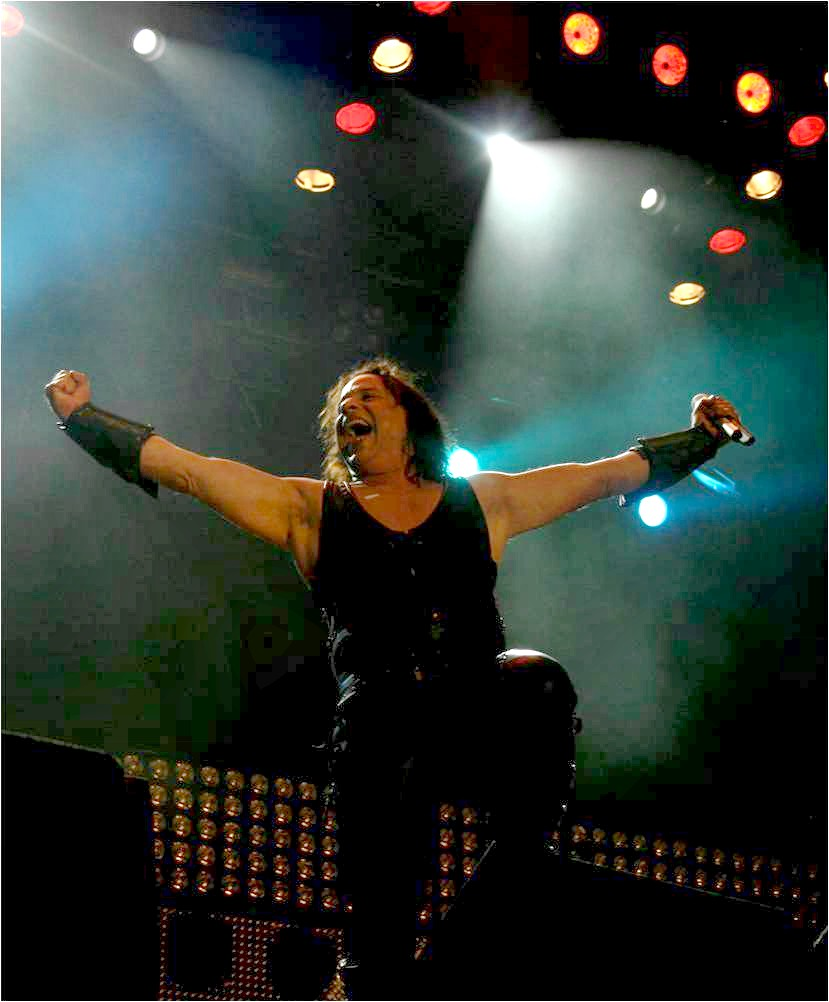
Eric Adams em 2009.

### Fighting the World-Kings of Metal(1987-1990)
Após muitos desentendimentos com sua nova gravadora, o grupo decidiu assinar com a Atlantic Records em 1987. Com a Atlantic , eles lançaram  Fighting the World, que contou com mais extensa distribuição e aumento da importância da banda no cenário do heavy metal internacional. A capa do álbum foi desenhada por Ken Kelly, que desenhou  Tarzan, Conan the Barbarian e que também trabalhou com bandas como  Rainbow e Kiss.
Em 1988 publicam Kings of Metal. A partir desde disco o grupo foi totalmente identificado pelo público pelo próprio nome do álbum, além de ser um álbum que reforça sua filosofia, contendo músicas marcantes como "Kings of Metal" e "Blood of the Kings".
Os dois maiores desafios que a banda se propõe neste trabalho foram moldados na forma de duas músicas: "The Crown and the Ring", que foi interpretado em uma antiga catedral, com um coro de cem vozes masculinas; e "The Sting of the Bumblebee", baseada na obra clássica "Flight of the Bumblebee" de Nikolai Rimsky-Korsakov, a qual Joey DeMaio adapta ao seu instrumento, o baixo elétrico, interpretando com velocidade inimaginável, em uma demonstração de puro virtuosismo.
O Manowar embarcou numa turnê mundial por um período de aproximadamente três anos, com algumas paradas em países europeus. Durante essa turnê, Joey DeMaio "demitiu" Ross the Boss. De acordo com uma entrevista em 2008  com o guitarrista, "...Joey achou que o Manowar ficaria melhor sem mim." Ele foi substituído por David Shankle, que foi escolhido pelos membros da banda após procurar dentre mais de 150 candidatos. Scott Columbus também decidiu deixar a banda em meio a Kings of Metal tour. O próprio Columbus  escolheu para substituí-lo Kenny Earl Edwards (apelidado de 'Rhino').

### Mudanças na formação e novos álbuns (1992-1999)
O disco seguinte, The Triumph of Steel, editado em 1992, contem uma música conceitual baseada na obra A Ilíada de Homero, que, com 28 minutos de duração, tornou-se um clássico do grupo: "Achilles: Agony and Ecstasy in Eight Parts". Este disco é definitivamente um dos mais peculiares da banda, devido à já referida "suíte", a qual é mais longa canção na história do grupo, mas inclui em contrapartida uma das baladas mais bem sucedidas do Manowar, "Master of the Wind", e um hino que é por si só uma declaração de amor a seu gênero musical: "Metal Warriors". Ademais, conta com uma canção singular chamada "Spirit Horse of the Cherokee", que descreve com precisão as crenças e destino dos nativos americanos. The Triumph of Steel alcançou certificado de ouro na Alemanha, país cheio de fãs assíduos da banda, e tornou-se extremamente popular entre os fãs do grupo por sua exuberância épica, som veloz, agressivo e metálico. Depois do lançamento a banda entrou numa tour mundial por dois anos.
Após a expiração do contrato com a Atlantic a banda assinou com a  Geffen Records. Em 1994, Shankle  inesperadamente deixou a banda para formar o seu próprio grupo. Ele foi substituído por  Karl Logan, um músico que DeMaio  conheceu numa reunião de motociclistas. No mesmo ano houve o inesperado retorno de Scott Columbus, que entrou no lugar de Edwards.
Em 1996, quatro anos após o último disco, eles gravaram Louder than Hell já com a nova formação. O álbum obteve boas vendas, mas recebeu criticas pelo estilo simples. Destacam-se as canções "Brothers Of Metal" e "The Gods Made Heavy Metal", que são tocadas com frequência até os dias atuais e tornaram-se hinos da banda.
Apesar de algumas críticas, o Manowar lançou uma nova coleção chamada Anthology, e seu primeiro disco ao vivo Hell on Wheels, lançado via BMG International em forma de CD duplo contendo todas as músicas mais populares do grupo. Não havendo tempo para uma nova gravação em estúdio devido a contínua tour promocional, eles lançaram um segundo disco ao vivo, Hell on Stage.

### Warriors of the Worlde Magic Circle Music (2002-2006)

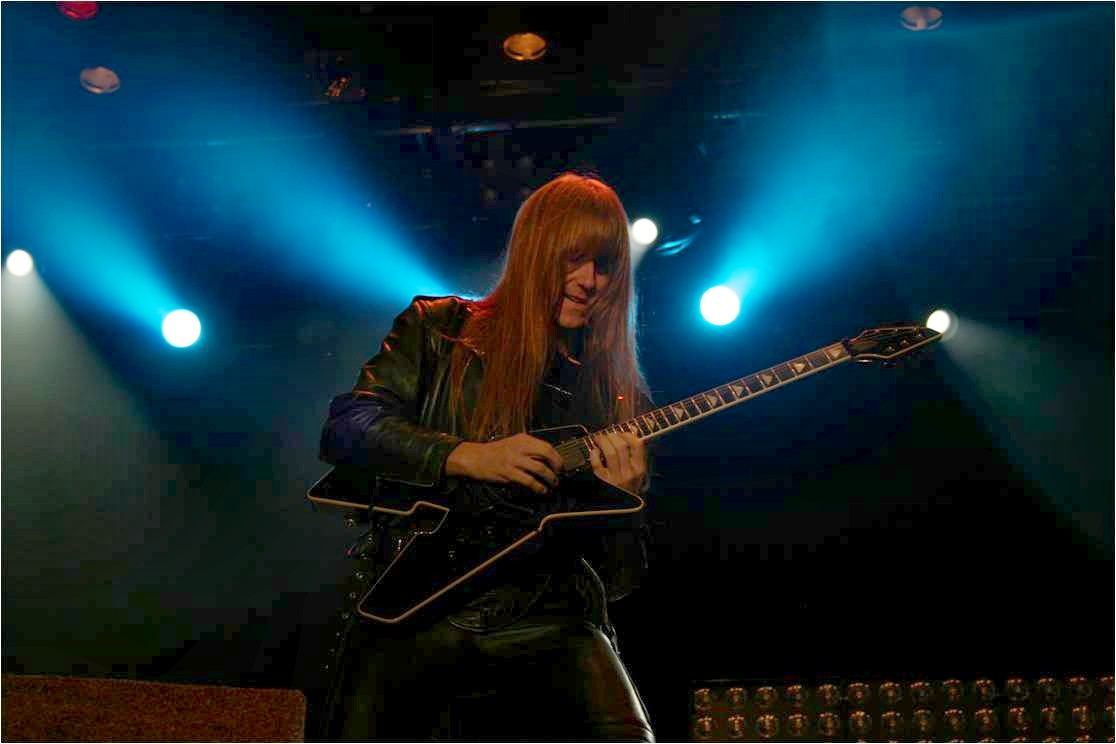
Karl Logan em 2009

No ano de 2002, seis anos após Louder Than Hell, o Manowar retorna com um novo disco: Warriors of the World, décimo terceiro álbum oficial, que foi lançado pelo selo Nuclear Blast. Entre as características deste CD, percebe-se uma renovação no estilo sonoro, mas mantendo os usuais poder e energia. Os destaques de Warriors Of The World são: a faixa-título, "House of Death", "Call to Arms" e a versão retrabalhada da ária Nessun dorma de Giacomo Puccini, cantada por Eric Adams, feita em homenagem aos fãs italianos e tocada pela primeira vez em Milão.
Abanda então iniciou uma longa turnê, chamada "Warriors of the World United Tour" que os manteve ocupados e longe dos estúdios por um bom tempo. Para compensar a falta de novos álbuns, lançaram vários DVDs: em 2002  o vídeo Fire and Blood, em 2003 Hell on Earth Part III e em 2005 Hell on Earth Part IV. Esses (e todos os DVDs desde 2000) foram dirigidos por  Neil Johnson, e todos receberam certificado de ouro na Alemanha.
Em 2003, DeMaio fundou sua própria gravadora, a  Magic Circle Music,  que veio a ser o lar oficial da banda, sendo criada para preencher as necessidades do Manowar, e de outras bandas similares do gênero. Sob o selo Magic Circle  foi lançado o  EP The Sons of Odin com metragem tirada durante o Earthshaker Fest 2005 - a capa foi desenhada por Ken Kelly.

### Gods of War(2006-2008)
Depois de mais quatro anos, foi anunciada uma novidade na discografia da banda: o grupo tinha planejado para o mês de abril de 2006 o lançamento de seu álbum Gods of War, mas não saiu até fevereiro de 2007 na Europa e abril de 2007 nos Estados Unidos, devido a um acidente de moto que o guitarrista Karl Logan sofreu em 2006. Desta vez, foi publicado por sua própria editora "Magic Circle Music".
Este novo álbum tinha inclinações nórdicas em seus elementos temáticos e composicionais. Gods of War é uma obra épica, desenvolvida através de várias partes, que incluem referências a Odin, o deus nórdico da guerra, poesia e magia, Loki, figura da mitológica nórdica do mal e do engano, e Sleipnir, o cavalo de Odin, criatura mítica de oito patas simbolizando os oito ventos que sopram a partir de seus respectivos pontos cardeais, segundo a cosmologia nórdica.
"Com este tipo de temática... quando honramos a Odin, deus da guerra, jazz ou música country não ajudariam a criar a imagem mental necessária, e não fariam justiça ao Pai dos Deuses", diz Joey DeMaio - "O heavy metal é necessário para contar essa história".
Quando finalmente o Manowar publicou Gods of War, o álbum entrou o primeiro lugar nas paradas na Alemanha, # 2 na Grécia e se manteve em posições de honra nas paradas de muitos países. O CD é composto por 15 músicas conceituais e uma faixa bônus, contando a história do deus nórdico Odin, em seu próprio sacrifício para obter a magia das runas e da mais alta sabedoria. Quanto à faixa bônus, é um hino à massiva irmandade do heavy metal. O álbum Gods of War teve como consequência uma extensa turnê chamada: Demons, Dragons and Warriors Tour no ano de 2007.
Deve-se notar que o Manowar foi coroado banda mais barulhenta do mundo ao atingir 129,5 decibéis através de dez toneladas de amplificadores e alto-falantes na turnê Spectacle of Might (Espetáculo do Poder) na Grã-Bretanha. O registro aparece no livro Guinness Book, e foi quebrado novamente em Hannover (Alemanha) por eles mesmos, durante a turnê de Fighting the World.

### Thunder in the Sky-Lord of Steel(2008-2012)
Enquanto isso, Em abril de 2008, Rhino volta à banda para suprir a função de Columbus (por razões desconhecidas) tocando no concerto histórico em Kavarna (Bulgária), que viria a ser o maior show na história do heavy metal, com mais de cinco horas de duração, sendo substituído logo após esses eventos por Donnie Hamzik (baterista original da banda). A separação definitiva de Scott Columbus com o Manowar só foi confirmada em 2010, segundo ele, por desavenças com Joey DeMaio - líder da banda - e principalmente por razões financeiras.

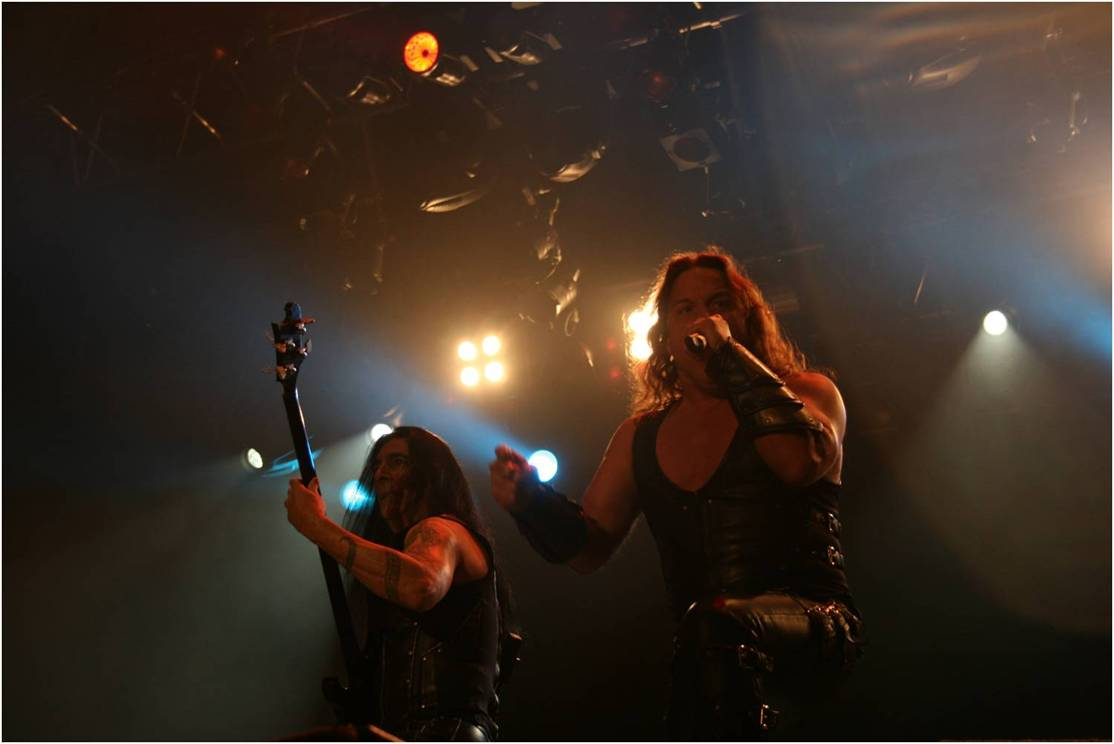
Banda em concerto na Noruega, 2009

No ano de 2009 saiu o EP intitulado Thunder in the Sky, com Hamzik oficialmente na bateria. A particularidade deste EP é que conta com 6 músicas no disco 1 e 16 no disco 2. O EP é o início de uma série de discos denominada "The Asgard Saga" que a banda prometeu gravar posteriormente.
Em 2010, regravam o clássico de 1982 Battle Hymns, o qual conta com a participação especial de Christopher Lee. O álbum foi renomeado como Battle Hymns MMXI.
No início de 2011,  Ross "Boss" Friedman confirmou a morte de seu ex-colega de banda Scott Columbus. O baterista de longa data do Manowar faleceu em 4 de abril de 2011 com 54 anos de idade. A causa da morte não foi divulgada pela família, mas especula-se que ele estivesse com depressão.
Em meados de 2012, depois de mais cinco anos do último álbum completo de inéditas, e dois após a regravação de Battle Hymns, a banda revela o disco The Lord of Steel, que deixa de lado as sinfonias e orquestrações de Gods of War e relembra o som clássico da grupo.

### Kings of Metal MMXIV (2013-presente)
Em 23 de julho de 2013, o Manowar anunciou que estava regravando seu disco de 1988, Kings Of Metal, que esperavam ser lançado no fim de 2013. Brian Blessed foi encarregado de narrar a faixa "The Warrior's Prayer". Assim como a regravação Battle Hymns MMXI,  a banda usou no álbum os recursos da tecnologia moderna para uma melhor qualidade de som. Kings of Metal MMXIV foi publicado via iTunes como download digital em 4 de fevereiro de 2014. Cópias físicas do disco foram lançadas em  28 de fevereiro. A banda iniciou uma turnê mundial de apoio ao Kings of Metal MMXIV que teve início em Chicago, EUA. Em abril de 2015, o grupo fez uma nova apresentação no Brasil, desta vez no Monsters of Rock, na qual tocaram várias canções clássicas, realizando o desejo dos fãs brasileiros.
Entre 2015 e 2016, a banda executou a GODS AND KINGS Tour, passando por diversas partes da Europa. Em maio de 2016, o Manowar anunciou sua última turnê da carreira, chamada The Final Battle World Tour 2017.

## Integrantes
| Formação atual - Eric Adams - vocal (1980-hoje) - Joey DeMaio - baixo, guitarra, teclado e violão (1980-hoje) - E.V. Martel - guitarra (2019-hoje) - Anders Johansson - bateria (2019-hoje) | Ex-integrantes - Ross The Boss - guitarra (1980-1988) - Carl Canedy - bateria (1980) - Donnie Hamzik - bateria (1981-1983, 2009-2017) - Scott Columbus - bateria e percussão (1983-1990, 1994-2008) - David Shankle - guitarra (1989-1994) - Kenny Earl "Rhino" Edwards - bateria (1990-1994, 2008-2009) - Karl Logan – guitarra, teclados (1994–2018) - Marcus Castellani - bateria (2017-2019) |

Linha do tempo do Manowar

## Discografia
| Álbuns de estúdio - Battle Hymns (1982) - Into Glory Ride (1983) - Hail to England (1984) - Sign of the Hammer (1984) - Fighting the World (1987) - Kings of Metal (1988) - The Triumph of Steel (1992) - Louder than Hell (1996) - Warriors of the World (2002) - Gods of War (2007) - The Lord of Steel (2012) - The Blood of Our Enemies (2025) EPs - The Sons of Odin (2006) - Thunder in the Sky (EP duplo, 2009) - The Final Battle I (2019) - The Revenge of Odysseus (Highlights) (2022) | Álbuns ao vivo - Hell on Wheels (1997) - Hell on Stage (1999) - Gods of War Live (2007) - The Lord of Steel Live (2013) Coletâneas - The Hell of Steel: Best of Manowar (1994) - Anthology (1997) - The Kingdom of Steel (1998) - Steel Warriors (1998) - Battle Hymns MMXI (álbum de regravações, 2010) - Kings of Metal MMXIV (álbum de regravações, 2014) - Hail and Kill (2019) |

## Turnês
- 1984 - Spectacle of Might Tour 1984
- 1984 - Sign of the Hammer Tour 1984
- 1986 - Hail to Europe Tour 1986
- 1987 - Fighting the World European Tour 1987
- 1987/88 - Fighting the World World Tour
- 1989 - Kings of Metal World Tour 1989
- 1992 - Another Glory Ride Tour 1992
- 1992 - Triumph of Steel World Tour 1992
- 1994 - Agony and Ecstasy Tour 1994
- 1994 - The Secrets of Steel Tour 1994
- 1996 - Hell on Wheels Tour 1996
- 1997 - Louder Than Hell 1997
- 1998 - Hell on Stage Tour 1998
- 1999 - Monsters of the Millennium Tour 1999
- 2001 - Unknown 2001
- 2002 - Gods of War Tour 2002
- 2002 - Warriors of the World Tour 2002
- 2005/07 - Demons, Dragons and Warriors Tour
- 2008 - Manowar Tour 2008
- 2009/10 - Death to Infidels Tour
- 2011 - Battle Hymns Tour MMXI 2011
- 2012 - The Lord of Steel Tour
- 2014/15 - Kings of Metal MMXIV Tour
- 2016/17 - Gods And Kings World Tour 2016
- 2017/ ? - The Final Battle World Tour